# Magimix
Magimix est une marque française de petit électroménager culinaire haut-de-gamme, créée en Bourgogne en 1971 pour commercialiser le premier préparateur culinaire tout public, le Magimix. Magimix fait partie du groupe Hameur avec Robot-Coupe.

## Robots multifonction
Le robot multifonction est une invention Magimix. Il s'agit de la version grand public du premier robot culinaire créé dès 1960 par Pierre Verdun et Robert Comte, le Robot-Coupe,, auquel avait été ajouté à la fin des années 1960 un puissant moteur asynchrone. Deux ans plus tard, le modèle R1/1800 fut introduit à l'étranger, et notamment sur le marché nord-américain sous la marque Cuisinart. 
La grande majorité des moteurs des robots multifonction de la société sont toujours fabriqués en France, en Bourgogne, à Montceau-les-Mines,. Pour faire face aux grands du secteur tels que SEB, Magimix mise sur un fort investissement dans la R&D et sur la qualité de ses produits : tous les produits de la marque sont garantis 3 ans, et le moteur professionnel de ses préparateurs (robots multifonction et centrifugeuses) est garanti 30 ans. Les accessoires de précision (disques, couteau métal) en acier sont fabriqués par Sabatier à Thiers.
Les robots multifonction permettent de pétrir, battre les blancs en neige, râper, émincer, hacher, émulsionner, etc.
Magimix a depuis élargi la gamme de ses produits à l'ensemble du petit électroménager culinaire et a été adopté dans plus de 60 pays.

## Cafetières
La société s'est aussi fait connaître en étant parmi les premières sociétés à s'associer avec Nestlé (pour une partie de sa gamme café) en produisant des cafetières Nespresso.[réf. nécessaire]